# من مجموعة إلى مجموعة
تعتبر عبارة من مجموعة إلى مجموعة مصطلحًا يصف أحد نماذج الاتصال وأحد أشكال الوسائط المقترنة. يعتبر ثالث أكبر ثلاثة نماذج حوسبة الإنترنت. تتميز تطبيقات الإنترنت الأولى من البريد الإلكتروني وبروتوكول نقل الملفات (FTP) وتل نت بأنها تواصل «من واحد إلى واحد» وهذا لأنها وسائل اتصال أولية من فرد (أو كمبيوتر) إلى آخر.
ومع ظهور الشبكة العنكبوتية العالمية أصبح بإمكان المرء استعراض المعلومات المتوفرة على أحد مواقع الويب الذي يمكن للآخرين الوصول إليه. ومن ثم أصبح لدينا النموذج الثاني من فرد إلى مجموعة.
ومع التطورات التي تتضمن مشاركة الملفات والمدونات وويكي والوسم ومجموعة من تطبيقات الإنترنت التي تمكّن:
1. الأفراد من المساهمة بالمعلومات واستقبالها على حد سواء.
2. تسلسل عناصر المعلومات عبر مواقع ويب مختلفة. وقد أظهر هذا النوع من تطبيقات الإنترنت بداية نموذج «من مجموعة إلى مجموعة».

ومع اكتمال ثورة نموذج الحوسبة «من مجموعة إلى مجموعة»، يمكن للأفراد إدخال المعلومات إلى الإنترنت واستقبالها منه، وكذلك سيكون لديهم القدرة على الاتصال والتواصل بشكل حيوي ضمن مجال مشكّل بصورة مرنة، ولن توجد حدود اصطناعية بين أدوات المعلومات والتواصل، وسوف يتخطى تعريف «المجموعة» الأفراد ليتضمن الكيانات مثل المنظمات والمنتجات والعمليات والأحداث والمفاهيم إلى غير ذلك.